# OP12
OP12 was van 14 mei 2012 tot en met 31 december 2014 het label voor het derde kanaal van de VRT voor de uitzendingen die na acht uur 's avonds (na de kinderprogramma's van Ketnet) plaatsvonden. De naam is afkomstig van het digitale zendernummer dat de zender toegewezen kreeg bij de meeste Vlaamse operatoren.

## Geschiedenis
Vanaf 14 mei 2012 zond OP12 uit op het kanaal waar Ketnet tot de avond op te zien is. Ketnet zat daarvoor op één zender met Canvas. De tijd die vroeger door Canvas werd opgevuld en zo op het nieuwe kanaal vrijkwam, werd opgevuld door OP12. OP12 was een zender voor jongeren en expats die in Vlaanderen wonen.
Het derde kanaal wou ook de publieke opdracht van de VRT verder mee versterken. Het eerste jaar wou de VRT met het jongerenaanbod vooral bijleren en evalueren, in het najaar van 2013 volgde een volwaardiger aanbod, zij het grotendeels heruitzendingen omvattend. Het label dook vaak in combinatie met een van de bekende merken van de VRT op. Zo werd een concert van Studio Brussel onder de naam Studio Brussel Op 12 uitgezonden en een live sportuitzending onder de naam Sporza Op 12.
Tijdens de kerstvakantie van 2012-2013 werd er een dagelijks aanbod voorzien met jongerenprogramma's. In de zomer van 2013 zond de zender bijna niet uit. Op 23 september 2013 nam de zender een nieuwe start. Elke avond was er een uitzending, ook werden de nieuwe programma's Carte Blanche en Mind Your Own Business gelanceerd.
Zoals bij dag-zuster Ketnet werd er veel herhaald.
Op 31 december 2014 was de laatste uitzending van OP12. Sinds 1 januari 2015 worden wegens besparingen geen dagelijkse uitzendingen meer gedaan. Het kanaal blijft wel in gebruik voor de ontkoppeling van Ketnet en als uitwijk- en servicekanaal voor Eén en Canvas onder de noemer Eén+ en Canvas+.

## Programma's die werden uitgezonden bij OP12
- Carte Blanche
- Fans of Flanders
- De nieuwe lichting
- My Mad Fat Diary
- An Idiot Abroad - The Seven Wonders
- The Fades
- Wolven met audiodescriptie
- Buiten de zone
- dasbloghaus.tv
- De Ridder met audiodescriptie
- In Vlaamse velden met audiodescriptie
- Magazinski
- Push-it
- True Blood
- World of Jenks
- Stille Waters met audiodescriptie
- Witse met audiodescriptie
- Zonde van de zendtijd

## Tijdlijn
Geschiedenis van de Vlaamse televisie